# Позивний Зеніт
«Позивний Зеніт» — цикл із 5 документальних фільмів про сучасну війну в Україні українських режисерок Анни Мартиненко та Тетяни Кулаковської, унікальний своєю хронікальною маштабністю. Цикл містить більше 70 історій, герої яких військовослужбовці семи ротацій добровольчого Зведеного Загону ПС ЗСУ. У фільмах звучить музика українських виконавців: Ореста Лютого, гуртів «Крихітка» та Katya Chilly Group. Фільм 2017 року.
Прокат в Україні з 02 листопада 2017 року

## Зміст фільмів[3]
«Позивний Зеніт. Фільм 1» Осінь 2014 року. Початок війни. Льотчики стали піхотою. Перша ротація добровольців Повітряних Сил. Вогнева підтримка ДАП, виведення з позіції ЗРК «Бук», обстріл «Градами» у Тоненькому, організація КПП в напрямку Спартак- Авдіївка, взяття полоненого, перший загиблий офіцер Зведеного Загону ПС ЗСУ. Хр.: 49,44 хвилини.
«Позивний Зеніт. Фільм 2» 2014 рік, перша зима війни на передовій. Друга ротація. Боротьба з безпілотниками, ескалація вогневої підтримки ДАП, бої з батальйоном «Оплот», який утримував шахту Бутівка, взяття полоненого, загибель другого офіцера. Хр.: 52,48 хвилин.
«Позивний Зеніт. Фільм 3» Січень 2015 року. Третя ротація Зведеного Загону ПС ЗСУ. Утримання позиції «Зеніт» після падіння ДАП в умовах цілковитого оточення, ближній бій 22 січня, відбиття атаки танкової колони, бойова злагодженість та взаємодія Зведеного Загону і десантників. Хр.: 54,54 хвилин.
«Позивний Зеніт. Фільм 4» Весна 2015 року. Четверта ротація. Самовіддана служба молодих медиків, взаємодія бійців позиції «Зеніт» з батальйоном «Київська Русь», під час масованого обстрілу ворогом позиції «Зеніт» на Паску підступний розстріл п'яти бійців, бачення військовими інформаційної політики держави, злагодженість і братерство учасників бойових дій, реабілітація військовослужбовців після фронту. Хр.: 53,22 хвилин.
«Позивний Зеніт. Фільм 5» Літо 2015 року в окопах. Шоста та сьома ротації. Боротьба з диверсійно-розвідувальними групами біля позиції «Зеніт», боротьба з танковими «каруселями» противника, взаємодія бійців ПС ЗСУ і бійців ДУК «Правий сектор», бойові дії з боку «Спартака» і терміналів аеропорту, розмінування позиції та сусідніх населених пунктів, робота «Чорного тюльпану». Хр.: 54,01 хвилин.